# جيورجي بيك
جيورجي بيك (بالمجرية: Beck György)‏ هو متزلج فني مجري، ولد في 23 أكتوبر 1988.

## وصلات خارجية
- جيورجي بيك على موقع الاتحاد الدولي للتزلج (الإنجليزية)